# ボビー・ジャスパー
ボビー・ジャスパー（Bobby Jaspar、1926年2月20日 - 1963年2月28日）は、ベルギーのクール・ジャズおよびハード・バップのサクソフォーン奏者、フルート奏者、作曲家。

## 略歴

### 生い立ち
ベルギーのリエージュで生まれたジャスパーは、幼い頃からピアノとクラリネットを習っていた。その後、テナー・サクソフォーンとフルートを始めている。

### キャリア
「バップ・ショッツ (Bop Shots)」バンドに参加して、彼はジャズの世界への第一歩を踏み出した。1950年、ジャスパーはパリへと移り、当時最高のミュージシャンたちと演奏し、レコーディングを行った。ここで彼は歌手のブロッサム・ディアリーと出会った。2人は1954年に結婚したが、1957年に離婚した。
1956年、ジャスパーは、ジャズ界においてその評判が先行していたアメリカに赴き、運試しをするよう説得された。J・J・ジョンソンのクインテットや、ケニー・バレル、マイルス・デイヴィス、ジョン・コルトレーン、秋吉敏子、ドナルド・バードらと共演し、レコーディングも行った。
1961年から1962年にかけて、ジャスパーは一連のコンサートと数多くの録音のため、1年間、ヨーロッパに戻った。同僚のベルギー人ギタリスト、ルネ・トーマとクインテットを結成し、成功を収めている。いくつかのセッションは、アメリカのトランペッター、チェット・ベイカーとの強力なセクステットに拡大された。1962年に録音されたセッションのひとつが、『チェット・イズ・バック』としてレコード化された。

### その死
ボビー・ジャスパーは、1963年2月28日にニューヨークで心臓発作により37歳で亡くなった。

## ディスコグラフィ

### リーダー・アルバム
- 『ボビー・ジャスパー&アンリ・ルノー・クインテット』 - Bobby Jaspar & Henri Renaud Quintet (1953年、Vogue) ※with アンリ・ルノー
- 『ボビー・ジャスパー&ヒズ・モダン・ジャズVol.1』 - New Jazz Vol. 1 (1954年、Swing)
- 『ボビー・ジャスパー&ヒズ・モダン・ジャズVol.2』 - New Jazz Vol. 2 (1955年、Swing)
- 『リンコントル・ア・パリ』 - Rencontre A Paris (1955年、Swing) ※with ドン・レンデル
- 『メモリー・オブ・ディック』 - Bobby Jaspar And His All Stars (1956年、EmArcy)
- Flute Flight (1957年、Prestige) ※with ハービー・マン
- 『フルート・スフレ』 - Flute Soufflé (1957年、Prestige) ※with ハービー・マン
- 『ボビー・ジャスパー・ウィズ・ジョージ・ウォーリントン』 - Bobby Jaspar with George Wallington (1957年、Riverside) ※with ジョージ・ウォーリントン
- 『ボビー・ジャスパー・クインテット』 - Bobby Jaspar Quintet (1957年、Columbia)
- 『ライヴ・アット・ロニー・スコッツ 1962』 - Bobby Jaspar Quartet at Ronnie Scott's (1962年、Mole)
- In Paris (1990年、DRG)
- Phenil Isopropil Amine (1991年、Polygram)
- Jazz in Paris Modern Jazz Au Club St Germain (2001年、Gitanes)
- Bobby Jaspar With Friends (2004年、Fresh Sound) ※with マンデル・ロウ、ルネ・トーマ
- Clarinescapade (2007年、Fresh Sound)
- Jeux De Cartes (2008年、Universal)
- Complete Live at the Bohemia Recordings: J. J. Johnson Quintet feat. Bobby Jaspar (2009年、Fresh Sound)
- 『リヴィジテッド』 - Revisited (2010年、Traditions Alive)
- 『クラブ・サンジェルマンで』 - Modern Jazz Au Club (2010年、Universal)

### 参加アルバム
チェット・ベイカー
- 『アンド・ヒズ・クインテット・ウィズ・ボビー・ジャスパー』 - Chet Baker And His Quintet With Bobby Jaspar (1956年、Barclay)
- 『チェット・イズ・バック』 - Chet Is Back! (1962年、RCA)

ケニー・バレル
- 『ウィーヴァー・オブ・ドリームス』 - Weaver of Dreams (1961年、Columbia)

ドナルド・バード
- 『バード・イン・パリ』 - Byrd in Paris (1958年、Brunswick)
- 『パリの目抜き通りで〜バード・イン・パリ2』 - Parisian Thoroughfare (1958年、Brunswick)

ミルト・ジャクソン
- 『バグズ&フルート』 - Bags & Flutes (1957年、Atlantic)

J・J・ジョンソン
- 『J・イズ・フォー・ジャズ』 - J Is for Jazz (1956年、Columbia)
- 『ダイアルJ.J.5』 - Dial J. J. 5 (1957年、Columbia)
- 『リアリー・リヴィン』 - Really Livin' (1959年、Columbia)

ハンク・ジョーンズ
- 『ハンク・ジョーンズ・カルテット』 - Hank Jones' Quartet (1956年、Savoy)

ウィントン・ケリー
- 『ケリー・ブルー』 - Kelly Blue (1959年、Riverside)

プレスティッジ・オールスターズ
- Interplay for 2 Trumpets and 2 Tenors (1957年、Prestige)

ジョニー・レア
- 『オパス・デ・ジャズ Vol.2』 - Opus de Jazz 2 (1960年、Savoy)